# Nik Slavica
Nik Slavica, (nacido el 7 de febrero de 1997 en Šibenik, Croacia) es un jugador de baloncesto croata. Con 2,05 metros de estatura, su puesto natural en la cancha es el de ala-pívot, aunque puede desempeñarse también como alero.

## Trayectoria
Formado en la cantera de la Cibona de Zagreb, comenzó a destacar desde muy joven en las categorías inferiores y debutó en la liga croata y en la liga adriática con tan solo 17 años. Tras una campaña en la que fue cedido al KK Zrinjevac, permaneció en la Cibona hasta la temporada 2016/17, en la que promedió 12.5 puntos y 5.3 rebotes en la competición doméstica y algo más de 11 puntos en la FIBA Europe Cup. Durante este período fue considerado una de las promesas más importantes del baloncesto croata, despertó el interés de varios clubes europeos de primer nivel e incluso se inscribió en el Draft de la NBA de 2017, en el que no resultó elegido.
En 2017/18 firma con el Cedevita, con el que además de las ligas croata y adriática disputa la Eurocup. Un año después regresa a la Cibona, pero al gozar de pocos minutos es traspasado al GKK Sibenik donde concluye la temporada 2018/19 con unos promedios de 20.7 puntos y 5.6 rebotes.
En enero de 2020 firma con el KK Škrljevo, con el que disputa en total siete encuentros promediando 27.4 puntos y 10.8 rebotes hasta la suspensión de las competiciones en el mes de marzo debido a la pandemia de coronavirus.
Tras pasar en blanco la campaña 2020/21, en septiembre de 2021 se anuncia su fichaje por el Cáceres Patrimonio de la Humanidad, club de LEB Oro española. Sin embargo, tras evidenciar múltiples problemas de adaptación, su contrato fue resuelto sin llegar a debutar en competición oficial. Terminó fichando por el KK Škrljevo de la liga croata, donde únicamente disputó 5 partidos entre noviembre y diciembre de 2021.

## Internacionalidad
Es internacional con las selecciones Sub-16, Sub-18 y Sub-19 de Croacia. Logró la medalla de bronce en el campeonato de Europa Sub-18 de 2014 y la medalla de plata en el Campeonato del Mundo Sub-19 de 2015. En este último torneo obtuvo amplia notoriedad, promediando 13 puntos, 5 rebotes y 4 asistencias y, en particular, por un espectacular tapón que realizó sobre Jason Tatum, actual estrella de la NBA.